# Лактатдегидрогеназа

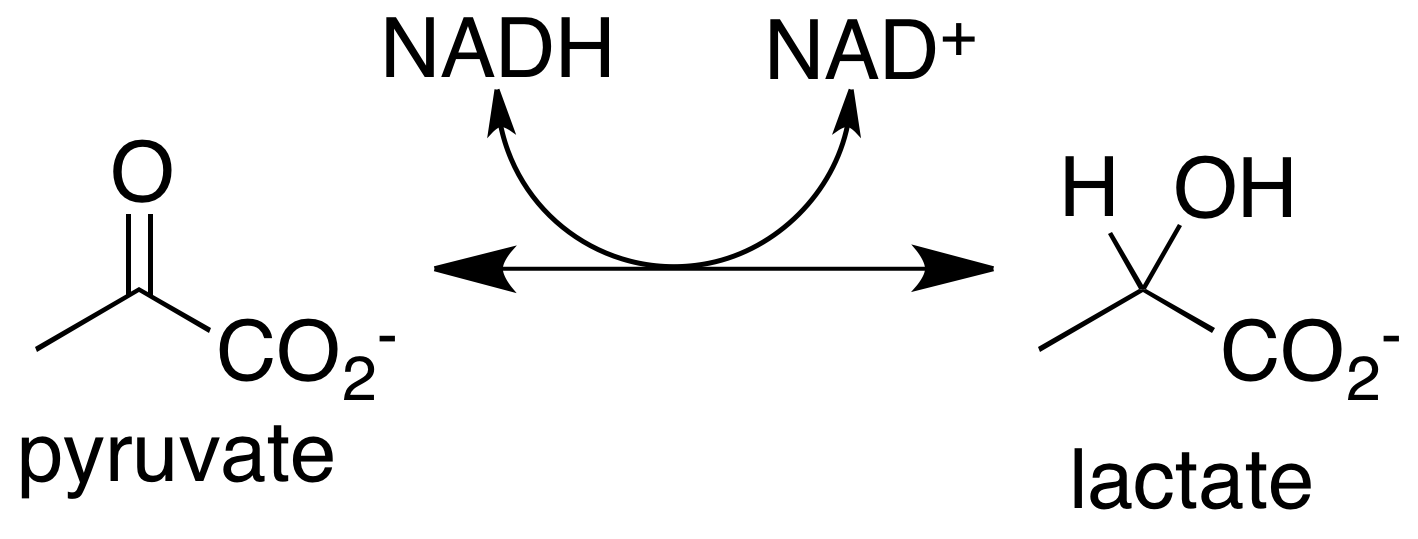
Реакция, катализируемая лактатдегидрогеназой

Лактатдегидрогеназа, ЛДГ, англ. LDH (L-лактат: NAD-оксидоредуктаза (LDH) 1.1.1.27) — фермент, принимающий участие в реакциях гликолиза. Лактатдегидрогеназа катализирует превращение лактата в пируват, при этом образуется NADH.
Коферментом лактатдегидрогеназы является никотинамидадениндинуклеотид (НАД, NAD). NAD — кофермент динуклеотидного типа, в котором два нуклеозид-5'-монофосфата соединены фосфоангидридной связью.
Лактатдегидрогеназа открыта в 1909 году, её биологическая роль описана в 1933 году.
Анализ на ЛДГ входит в биохимический анализ крови.

## История открытия
Впервые лактатдегидрогеназа получена из отмытой мышцы О. Мейергофом в 1909 году.
ЛДГ была идентифицирована Б. Андерсоном (Bength Andersson) в 1933 году (Andersson B. Über Co-Zymaseaktievirung einiger Dehydrogenase :  [нем.]. — Zeitschrift für Physiologische Chemie. — Band 217. — S. 186–190.), в своей статье он представил доказательства необходимости этого фермента для синтеза пирувата.
Вывод Андерсона подтвердили спектрофотометическим методом У. фон Эйлер с коллегами в 1937 году.
В 1940 году Б. Ф. Штрауб (нем. Ferenc Straub) выделил лактатдегидрогеназу из воловьего сердца и получил её в кристаллическом виде.

## Химические свойства
Лактатдегидрогеназа устойчива к химическим воздействиям, например к действию реактивов, окисляющих или блокирующих сульфгидрильные группы, например йодоацетат и йодобензоат. Активность лактатдегидрогеназы снижается при повышении концентрации пирувата выше 10−4 М. Значительное инактивирование, обратимое при добавлении цистеина, происходит при инкубировании с парахлормеркурибензоатом.

## Биологическая роль
Нормы (референсные значения) содержания ЛДГ в крови человека:
- новорожденные — до 2000 Ед/л
- дети до 2 лет — 430 Ед/л
- дети от 2 до 12 — 295 Ед/л
- дети старше 12 лет и взрослые — 250 Ед/л

## Реакция
Лактатдегидрогеназа катализирует взаимопревращение пирувата и лактата с сопутствующим взаимопревращением NADH и NAD+. Он превращает пируват, конечный продукт гликолиза, в лактат, когда кислород отсутствует или его не хватает, и он выполняет обратную реакцию во время цикла Кори в печени. При высоких концентрациях лактата фермент проявляет ингибирование с обратной связью, и скорость превращения пирувата в лактат снижается. Она также катализирует дегидрирование 2-гидроксибутирата, но это гораздо более бедный субстрат, чем лактат.

## Активный центр
ЛДГ у людей использует His(193) в качестве акцептора протонов и работает в унисон с коферментом (Arg 99 и Asn 138) и остатками, связывающими субстрат (Arg106; Arg169;Thr 248). Активный сайт(ошибка бота?) His (193) обнаружен не только в человеческой форме ЛДГ, но и у многих разных животных, что свидетельствует о конвергентной эволюции ЛДГ. Две разные субъединицы ЛДГ (ЛДГ-A, также известная как М-субъединица ЛДГ, и ЛДГ-B, также известная как Н-субъединица ЛДГ) сохраняют один и тот же активный сайт и одни и те же аминокислоты, участвующие в реакции. Заметным различием между двумя субъединицами, составляющими третичную структуру ЛДГ, является замена аланина (в М-цепи) на глютамин (в Н-цепи). Считается, что это крошечное, но заметное изменение является причиной того, что Н-субъединица может быстрее связывать NAD, а каталитическая активность М-субъединицы не снижается в присутствии ацетилпиридиндениндинуклеотида, тогда как активность Н-субъединицы снижается в пять раз.

## Изоферменты
Изоферменты лактатдегидрогеназы имеют разный состав субъединиц М (muscle) и Н (heart). Нумерация идет в зависимости от подвижности в геле при электрофорезе:
- ЛДГ 1 — (НННН) — обладающий наибольшей подвижностью, содержится преимущественно в миокарде;
- ЛДГ 2 — (НННМ) — преимущественно локализован в эритроцитах и почках.
- ЛДГ 3 — (ННММ) — преимущественно содержится в легких;
- ЛДГ 4 — (НМММ) — преимущественно локализован в скелетных мышцах и отчасти в гепатоцитах. Это причина того, что при болезни Боткина, в сыворотке крови больного одновременно повышается активность и содержание и ЛДГ-5, и ЛДГ-4;
- ЛДГ 5 — (ММММ) — обладающий наименьшей подвижностью, преимущественно локализован в гепатоцитах.

Изоферменты используются при диагностике инфарктов, ишемий, повреждения почек и т. д. Уровень лактатдегидрогеназы коррелирует со степенью тяжести заболевания, спровоцировавшего выброс фермента в кровь. == См. также ==
- Цикл Кребса